# サブスタンス作戦
サブスタンス作戦 (サブスタンスさくせん、Operation Substance) は、第二次世界大戦中の1941年7月に地中海でおこなわれたイギリス軍による作戦。
ドイツ軍によるクレタ島侵攻後、マルタにも同様の攻撃が行われるのではと考えられたことから、マルタへ増援部隊約5000名を送るものであった。マルタには西から貨物船6隻と兵員輸送船「Leinster」からなるGM1船団が送られることなり、同時にマルタ島にあった船舶をMG1船団として西へ向かわせることとなった。
MC4作戦以降シチリア島のドイツ空軍の存在によりマルタへの補給は東の地中海艦隊に任されていたが、ドイツ軍のギリシャ、クレタ島占領と北アフリカでの進撃によって東側での脅威が増したため船団は西から送られることになった。
参加艦船は次の通りであった。
- H部隊
  - 空母「アーク・ロイヤル」（旗艦、ジェームズ・サマヴィル中将座乗）
  - 戦艦「ネルソン」
  - 巡洋戦艦「レナウン」
  - 軽巡洋艦「ハーマイオニー」
  - 駆逐艦「フォークナー」、「フォアサイト」、「フォレスター」、「フューリー」、「ライトニング」、「ダンカン」
- X部隊
  - 軽巡洋艦「エディンバラ」（旗艦、エドワード・サイフレット少将座乗）、「マンチェスター」、「アリシューザ」
  - 敷設巡洋艦「マンクスマン」
  - 駆逐艦「コサック」、「マオリ」、「シーク」、「ネスター」、「フィアレス」、「フォックスハウンド」、「ファイアドレイク」、「ファーンデール」、「エイヴォン・ヴェイル」、「エリッジ」
- S部隊
  - 給油艦「ブラウン・レンジャー」
  - 駆逐艦「ベヴァリー」
- GM1船団
  - 「メルボルン・スター」、「シドニー・スター」、「シティ・オブ・プレトリア」、「Port of Chalmers」、「ダラム」、「Deucalion」
- MG1船団
  - 「Breconshire」、「Talabot」、「Thermopylae」、「Amerika」、「Settler」、「Svenor」、「Hoegh Hood」
  - 護衛
    - 駆逐艦「エンカウンター」
- 潜水艦「O21」、「オリンパス」、「P32」、「ユニーク」、「アプホルダー」、「アップライト」、「アージ」、「アトモースト」

なお、「Leinster」は7月21日にジブラルタル沖で座礁して作戦参加不可能となり、このため兵員約1000名が運ばれないことになった。
「エディンバラ」、「マンチェスター」、「アリシューザ」、「マンクスマン」および駆逐艦9隻は人員や装備などをのせていた。
船団は「ネルソン」、「マンチェスター」、「アリシューザ」、「マンクスマン」などに護衛されて7月12日にイギリス本国より出発。7月20日から21日夜に船団は地中海に入った。ジブラルタルからはH部隊の「アーク・ロイヤル」や「レナウン」なども出撃した。
潜水艦はイタリアの基地沖や、出撃してくるイタリア艦隊が通るであろう場所に配置された。
イギリス艦隊は最初は二つに分かれており、片方は船団から離れていたが7月23日に合流した。7月22日に船団とは離れていた方の部隊をイタリア機が発見したが、イタリア側はマルタへの航空機輸送作戦であると判断して艦隊は出撃させなかった。同日、「レナウン」と「ネスター」がイタリア潜水艦「ディアスプロ (Diaspro)」 に雷撃されるが、魚雷はすべて外れた。
7月23日、ボーヌ沖でイタリア機は船団を発見し、艦隊による迎撃を行なうには既に遅すぎたが、イタリア空軍による攻撃が開始された。なお、この時期、ドイツ空軍はソ連侵攻のため地中海を離れていた。イタリア空軍のSM.79爆撃機および雷撃機やZ.1007爆撃機の襲撃により「マンチェスター」と「フィアレス」にそれぞれ魚雷が1本ずつ命中。「フィアレス」は処分され、「マンチェスター」は「エイヴォン・ヴェイル」に伴われてジブラルタルへ引き返した。同日、再び雷撃機が来襲したが、これは戦闘機によって撃退された。また、「マンチェスター」と「エイヴォン・ヴェイル」も再びSM.79雷撃機の攻撃を受けたが被害は無かった。
7月23日夕方、船団はスケルキ海峡入り口に達し、H部隊は反転してX部隊と船団がマルタへと向かった。X部隊には「マンチェスター」の代わりとして「ハーマイオニー」が加えられた。
この後もX部隊に対する攻撃は続いた。まず雷撃機が来襲したが、魚雷はすべて回避された。次いでSM.79爆撃機の攻撃で駆逐艦ファイアドレイクが至近弾を受けた。損傷した「ファイアドレイク」は「エリッジ」に曳航されてジブラルタルへ後退した。
イタリア海軍は派遣可能であった魚雷艇3隻と魚雷艇4隻をシチリア海峡に展開させた。7月24日未明、パンテッレリーア島付近でイタリアの魚雷艇「MAS532」と「MAS533」が船団を攻撃し、「シドニー・スター」が被雷した。兵員が「ネスター」へ移され、それから2隻はマルタへ向かったが、雷撃機が来襲したことから「ハーマイオニー」が2隻の元に派遣された。3隻はさらに爆撃を受けたが命中せず、24日中にマルタに到着。また船団やX部隊の他の艦艇も24日中にマルタに到着した。
作戦参加出来なかったLeinsterにより運ばれる予定であった人員、装備は後日別の作戦（スタイル作戦）で運ばれた。
地中海東部では地中海艦隊によって船団がアレクサンドリアからマルタへ向かっていると見せかける作戦（ME3作戦）が実施された。7月22日に戦艦「クイーン・エリザベス」、「ヴァリアント」、軽巡洋艦「ナイアド」、「フィービ」、「ネプチューン」、「エイジャックス」、「ホバート」、「リアンダー」、敷設巡洋艦「アブディール」、「ラトナ」、駆逐艦11隻がアレクサンドリアとハイファより出撃した。艦隊は7月23日に敵機に発見されたが攻撃は無かった。日没後に艦隊は反転したが、艦隊が未だ行動中であると思わせるため潜水艦から偽の通信が発信された。